# Jorre Verstraeten

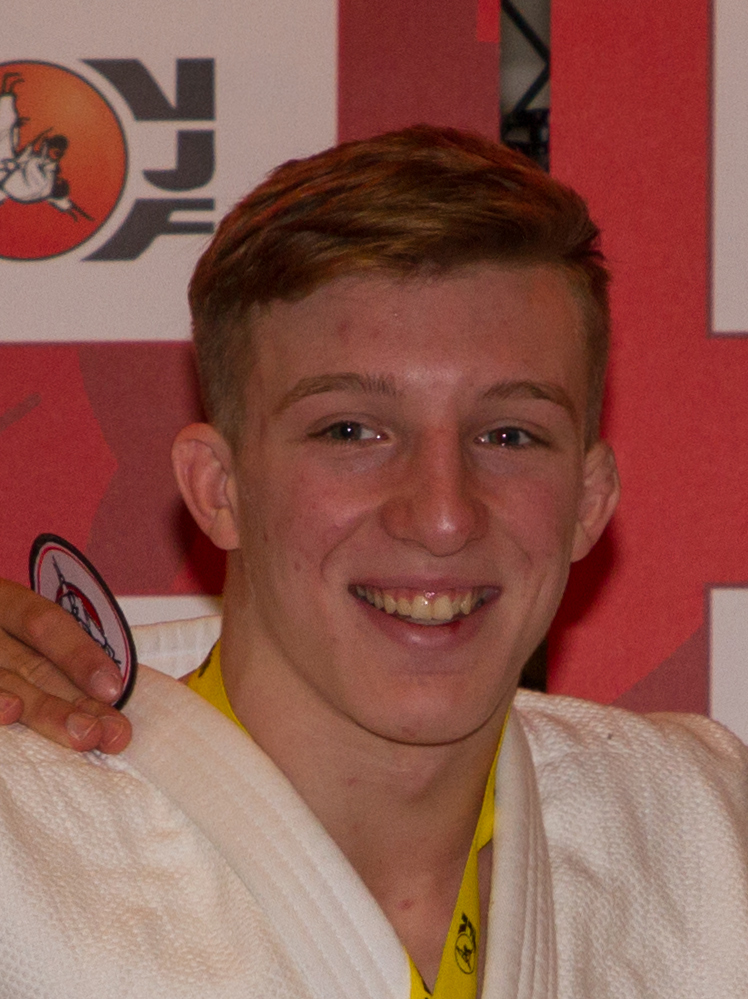
Jorre Verstraeten, 2016

Jorre Verstraeten (* 4. Dezember 1997 in Löwen) ist ein belgischer Judoka. Er war Dritter der Europameisterschaften 2019.

## Sportliche Karriere
Verstraeten war 2013 Dritter der Kadetten-Weltmeisterschaften in der Gewichtsklasse bis 50 Kilogramm. 2014 gewann er in der Gewichtsklasse bis 55 Kilogramm eine Bronzemedaille bei den Olympischen Jugendspielen in Nanjing. Seit 2016 kämpft Verstraeten in der Gewichtsklasse bis 60 Kilogramm, der leichtesten Gewichtsklasse für Männer im Judo. 2017 gewann Verstraeten in Maribor die Silbermedaille bei den Junioren-Europameisterschaften. 2018 war er erstmals belgischer Landesmeister. 2019 gewann er das Grand-Prix-Turnier in Tel Aviv. 2019 wurden die Europameisterschaften im Rahmen der Europaspiele in Minsk ausgetragen. Verstraeten unterlag im Viertelfinale dem Spanier Francisco Garrigós. Mit Siegen in der Hoffnungsrunde über die Franzosen Luka Mkheidze und Walide Khyar erkämpfte er eine Bronzemedaille. Bei den Weltmeisterschaften 2018 und 2019 schied er jeweils in der zweiten Runde aus. 2020 unterlag Verstraeten bei den Europameisterschaften in Prag dem Russen Jago Abuladse im Viertelfinale, mit zwei Siegen in der Hoffnungsrunde gewann Verstraeten eine Bronzemedaille. 2021 siegte Verstraeten beim Grand Slam in Antalya, wo er im Finale den Franzosen Walide Khyar besiegte. Bei den Weltmeisterschaften in Budapest, den Olympischen Spielen in Tokio und den Olympischen Spielen in Paris schied er jeweils im Achtelfinale aus.